# Константинов, Иван (революционер)
Иван Константинов (настоящее имя Иван Костадинов Калчев) (12.08.1887—24.07.1921) — болгарский коммунист. Делегат III конгресса Коммунистического Интернационала, делегат I конгресса Красного Интернационала профсоюзов. Похоронен на Красной площади в Москве.

## Биография
Родился в бедной семье в г. Горна-Оряховица. В юности работал на строительстве Трансбалканской железной дороги. В 1906 году вступил в рабочую социал-демократическую партию «тесняков» (переименованную в 1919 году в Болгарскую коммунистическую партию).
Некоторое время работал на юге России огородником. Вернувшись в Болгарию, пошёл работать на копи в городе Перник. Был избран членом Центрального правления профсоюза шахтёров.
В 1919 году на судебном процессе над семью руководителями стачки перникских углекопов прокурор потребовал для Ивана смертной казни. Однако в результате гневных демонстраций рабочих его осудили условно.
В начале 1920 года руководил стачкой болгарских шахтёров в поддержку рабочих-транспортников, отказавшихся перевозить оружие для белогвардейских войск Деникина. Забастовка длилась два месяца. За руководство стачкой был приговорен к двум годам тюрьмы.
Летом 1921 года приехал в Москву как делегат III конгресса Коминтерна от Болгарской коммунистической партии и делегат I конгресса Профинтерна от Общего синдикального союза Болгарии.
В статье для советской газеты «Горняк», опубликованной уже после его гибели, Константинов писал, что болгарские углекопы «не остановятся ни перед чем, чтобы оказать русской революции свою пролетарскую помощь и порвать цепи собственного рабства».
Погиб во время испытания аэровагона, возвращаясь из Тулы в Москву. Похоронен на Красной площади в Москве в братской могиле.

## Память
Имя И. Константинова носят улица и школа в Пернике.

## Ссылка
- Под ред. Е. М. Жукова. Красная площадь // Советская историческая энциклопедия. — М.: Советская энциклопедия. — 1973—1982.